# Gunnar Gren (staty)

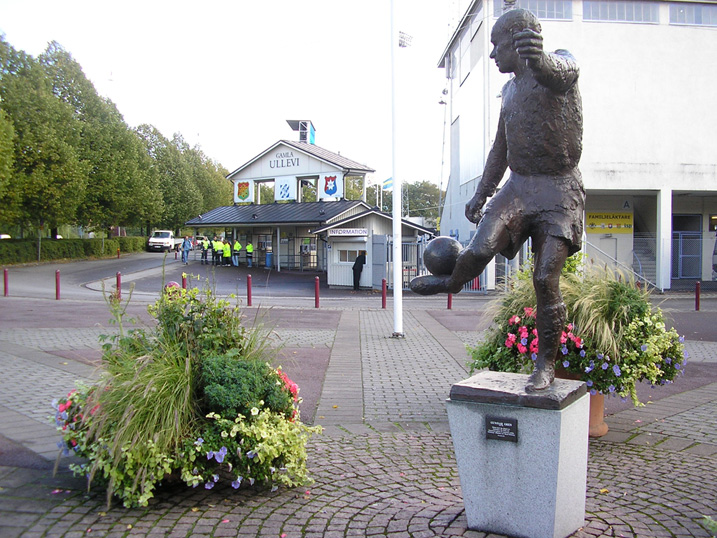
Gunnar Gren utanför Gamla Ullevi

Gunnar Gren, en av medlemmarna i fotbollstrion Gre-No-Li, står staty utanför Gamla Ullevi i Göteborg.
I samband med en fotbollsmatch avtäcktes statyn på Gamla Ullevi den 29 september 1993. Därifrån flyttades statyn till en plats utanför arenan. Konstverket är utfört av Jan Steen och bekostad av Göteborgs Alliansen och Kanal Göteborg. 
Gunnar Gren var en Göteborgs mest framgångsrika fotbollsspelare under 1900-talet.